# پینییا د لس باروئکس
پینییا د لس باروئکس (به اسپانیایی: Pinilla Trasmonte) یک شهرستان در اسپانیا است.